# Yan Couto
Pour les articles homonymes, voir Couto.
Yan Couto, né le 3 juin 2002 à Curitiba au Brésil, est un footballeur international brésilien qui évolue au poste d'arrière droit au Borussia Dortmund.

## Carrière

### En club
Le 1er mars 2020, Couto a signé un contrat de cinq ans avec Manchester City. Couto a passé la saison 2021-22 en prêt au club portugais du Braga.
Le 25 juillet 2022, Couto est retourné au Girona dans le cadre d’un prêt d’un an, alors que le club évoluait en La Liga. Le 14 juillet 2023, il est revenu à Girona pour une troisième période, en prêt jusqu’à la fin de la saison 2023-24.
Le 3 août 2024, Couto a rejoint le Borussia Dortmund en prêt pour la saison 2024-25,. Le 10 octobre 2024, le Borussia Dortmund a levé l’option d’achat de Couto pour un montant de 30 millions d’euros,.

### En sélection nationale
En octobre et novembre 2019, il est sélectionné pour la Coupe du monde des moins de 17 ans au Brésil. L'équipe du Brésil remporte la finale de la compétition, qu'elle n’a plus atteint depuis 2003. Il figure par la suite notamment dans l'équipe type de la compétition de France Football.
Le 13 octobre 2023, Yan Couto honore sa première sélection face au Venezuela lors d'un match comptant pour les éliminatoires de la Coupe du monde 2026 en rentrant à la place de Vanderson. Le 10 mai 2024, il figure dans la liste des joueurs retenus par Dorival Júnior pour participer à la Copa América 2024.

## Palmarès
Équipe du Brésil des moins de 17 ans
- Coupe du monde des moins de 17 ans
  - Vainqueur en 2019.

## Statistiques
| Saison                | Club                  | Championnat           | Championnat | Championnat | Championnat | Coupe nationale | Coupe nationale | Coupe nationale | Coupe de la Ligue | Coupe de la Ligue | Coupe de la Ligue | Compétition(s) continentale(s) | Compétition(s) continentale(s) | Compétition(s) continentale(s) | Compétition(s) continentale(s) | Ligue régionale | Ligue régionale | Ligue régionale | Coupe du monde des clubs | Coupe du monde des clubs | Coupe du monde des clubs | Total | Total | Total |
| Saison                | Club                  | Division              | M.          | B.          | P.d.        | M.              | B.              | P.d.            | M.                | B.                | P.d.              | Comp.                          | M.                             | B.                             | P.d.                           | M.              | B.              | P.d.            | M.                       | B.                       | P.d.                     | M.    | B.    | P.d.  |
| 2020                  | Coritiba FC           | Série A               | -           | -           | -           | -               | -               | -               | -                 | -                 | -                 | -                              | -                              | -                              | -                              | 2               | 0               | 0               | -                        | -                        | -                        | 2     | 0     | 0     |
| 2020-2021             | Girona FC (prêt)      | Liga 2                | 22+4        | 1+1         | 4+1         | 4               | 0               | 0               | -                 | -                 | -                 | -                              | -                              | -                              | -                              | -               | -               | -               | -                        | -                        | -                        | 30    | 2     | 5     |
| 2021-2022             | SC Braga (prêt)       | Liga Sagres           | 28          | 1           | 3           | 3               | 0               | 1               | 2                 | 0                 | 0                 | C3                             | 9                              | 0                              | 0                              | -               | -               | -               | -                        | -                        | -                        | 42    | 1     | 4     |
| 2022-2023             | Girona FC (prêt)      | LaLiga                | 25          | 1           | 1           | 1               | 0               | 0               | -                 | -                 | -                 | -                              | -                              | -                              | -                              | -               | -               | -               | -                        | -                        | -                        | 26    | 1     | 1     |
| 2023-2024             | Girona FC (prêt)      | LaLiga                | 34          | 1           | 8           | 5               | 1               | 0               | -                 | -                 | -                 | -                              | -                              | -                              | -                              | -               | -               | -               | -                        | -                        | -                        | 39    | 2     | 8     |
| Sous-total            | Sous-total            | Sous-total            | 59          | 2           | 9           | 6               | 1               | 0               | -                 | -                 | -                 | -                              | -                              | -                              | -                              | -               | -               | -               | -                        | -                        | -                        | 65    | 3     | 9     |
| 2024-2025             | Borussia Dortmund     | Bundesliga            | 21          | 0           | 0           | 1               | 0               | 1               | -                 | -                 | -                 | C1                             | 8                              | 0                              | 0                              | -               | -               | -               | 5                        | 0                        | 0                        | 35    | 0     | 1     |
| Total sur la carrière | Total sur la carrière | Total sur la carrière | 135         | 5           | 17          | 13              | 1               | 1               | 2                 | 0                 | 0                 | -                              | 17                             | 0                              | 0                              | 2               | 0               | 0               | 5                        | 0                        | 0                        | 174   | 6     | 18    |

### En sélection nationale
| Saison                | Sélection             | Phases finales        | Phases finales | Phases finales | Phases finales | Éliminatoires CDM | Éliminatoires CDM | Éliminatoires CDM | Matchs amicaux | Matchs amicaux | Matchs amicaux | Total | Total | Total |
| Saison                | Sélection             | Compétition           | M              | B              | Pd             | M                 | B                 | Pd                | M              | B              | Pd             | M     | B     | Pd    |
| --------------------- | --------------------- | --------------------- | -------------- | -------------- | -------------- | ----------------- | ----------------- | ----------------- | -------------- | -------------- | -------------- | ----- | ----- | ----- |
| 2023-2024             | Brésil                | Copa América 2024     | 0              | 0              | 0              | 2                 | 0                 | 0                 | 2              | 0              | 1              | 4     | 0     | 1     |
| Total sur la carrière | Total sur la carrière | Total sur la carrière | 0              | 0              | 0              | 2                 | 0                 | 0                 | 2              | 0              | 1              | 4     | 0     | 1     |